# Renault Tracer
Le Renault Tracer est un autocar de ligne interurbaine, périurbaine et scolaire fabriqué et commercialisé par le constructeur français Renault Véhicules Industriels de 1991 à 2002. Outre son importante carrière interurbaine, il connaîtra également un grand succès au sein de l'armée française.
Il sera lancé avec un moteur Renault ayant la norme européenne de pollution Euro 0 puis au fil des années seront améliorés jusqu'à la norme Euro 3.
Le Tracer remplace les Renault S 53 RX/S 105 RX et PR 14 et sera remplacé par les Renault Ares, Axer et Récréo C 955.

## Historique
Il sera fabriqué entre 1991 et 2002 et succède principalement au Renault S 53 RX. Il aura été assemblé à plus de 5 400 exemplaires en 10 ans de production. Le 5 435e Tracer quitte les chaînes de montage d'Annonay en avril 2002. L'ultime sera livré le 8 avril 2002 au transporteur Marne-et-Morin. La plupart seront vendus à des transporteurs français ; une petite minorité seront également vendu dans le Benelux.
Actuellement, les derniers Tracer fabriqués roulent encore sur certaines lignes interurbaines ou scolaires. Après leurs 18 ou 20 ans de service, ils sont revendus dans des pays étrangers tel que la Roumanie, la Pologne, l'Ukraine mais également des pays d'Afrique, ou les réglementations de transport de personnes sont moins strictes.

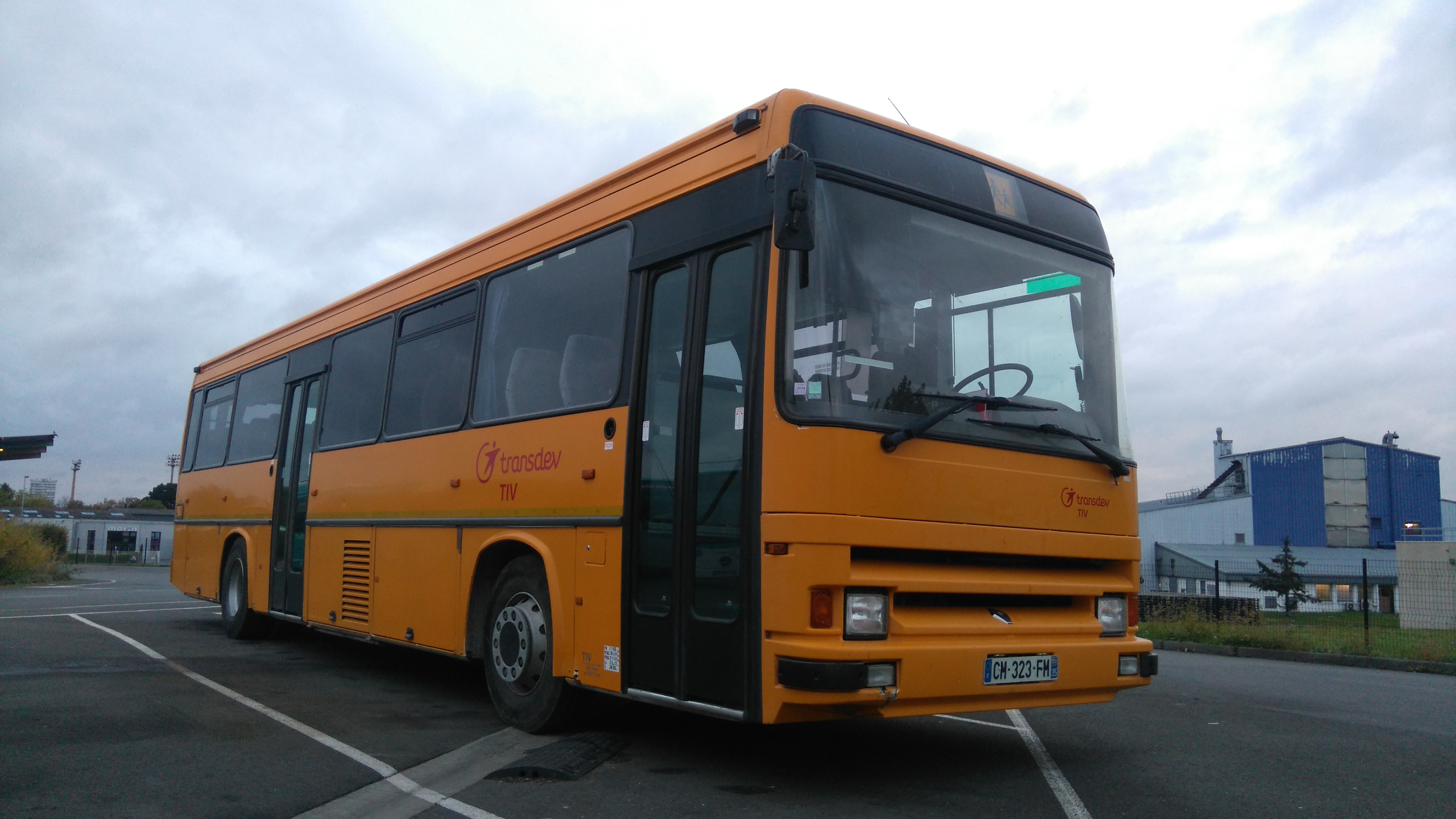
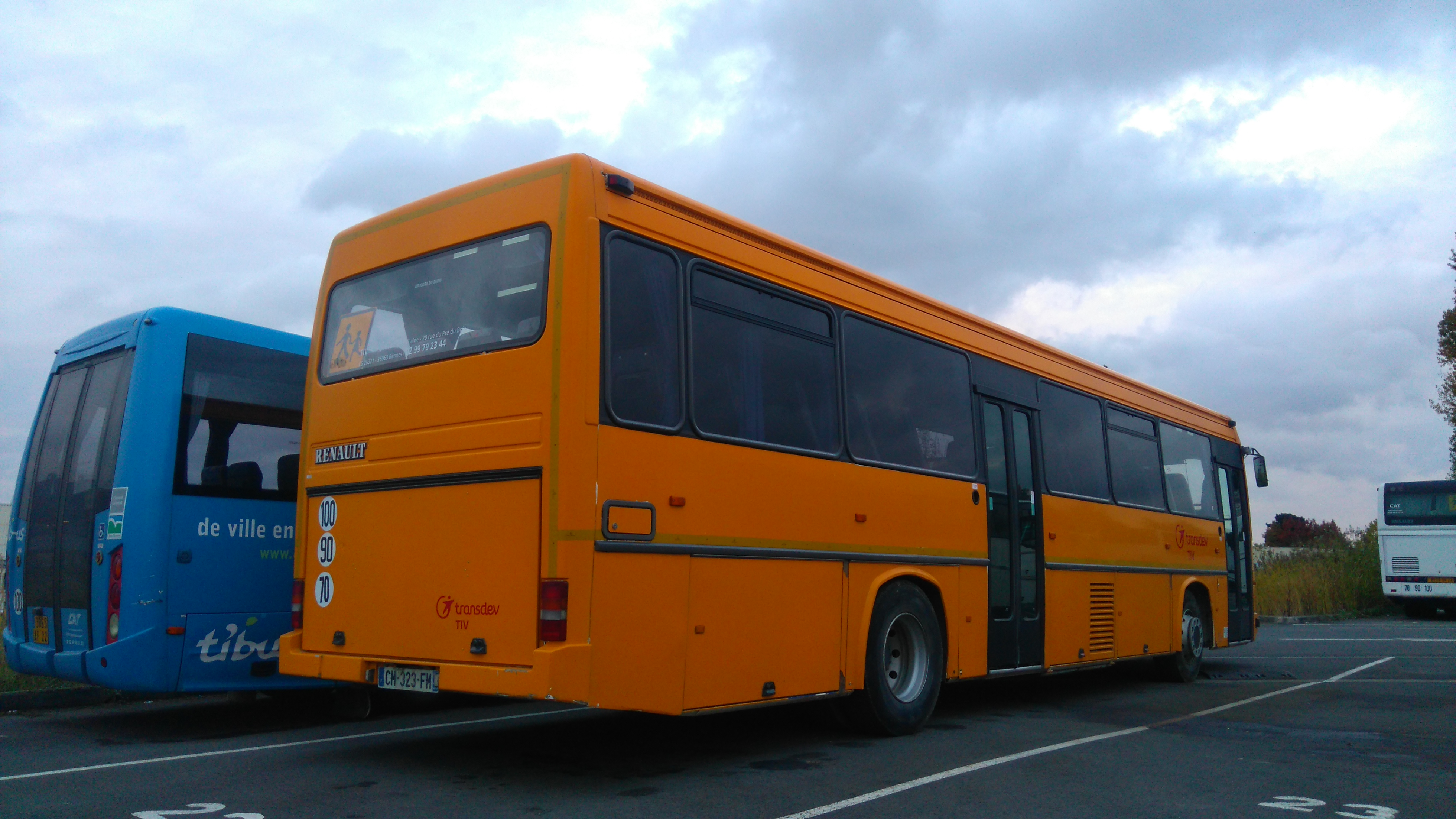
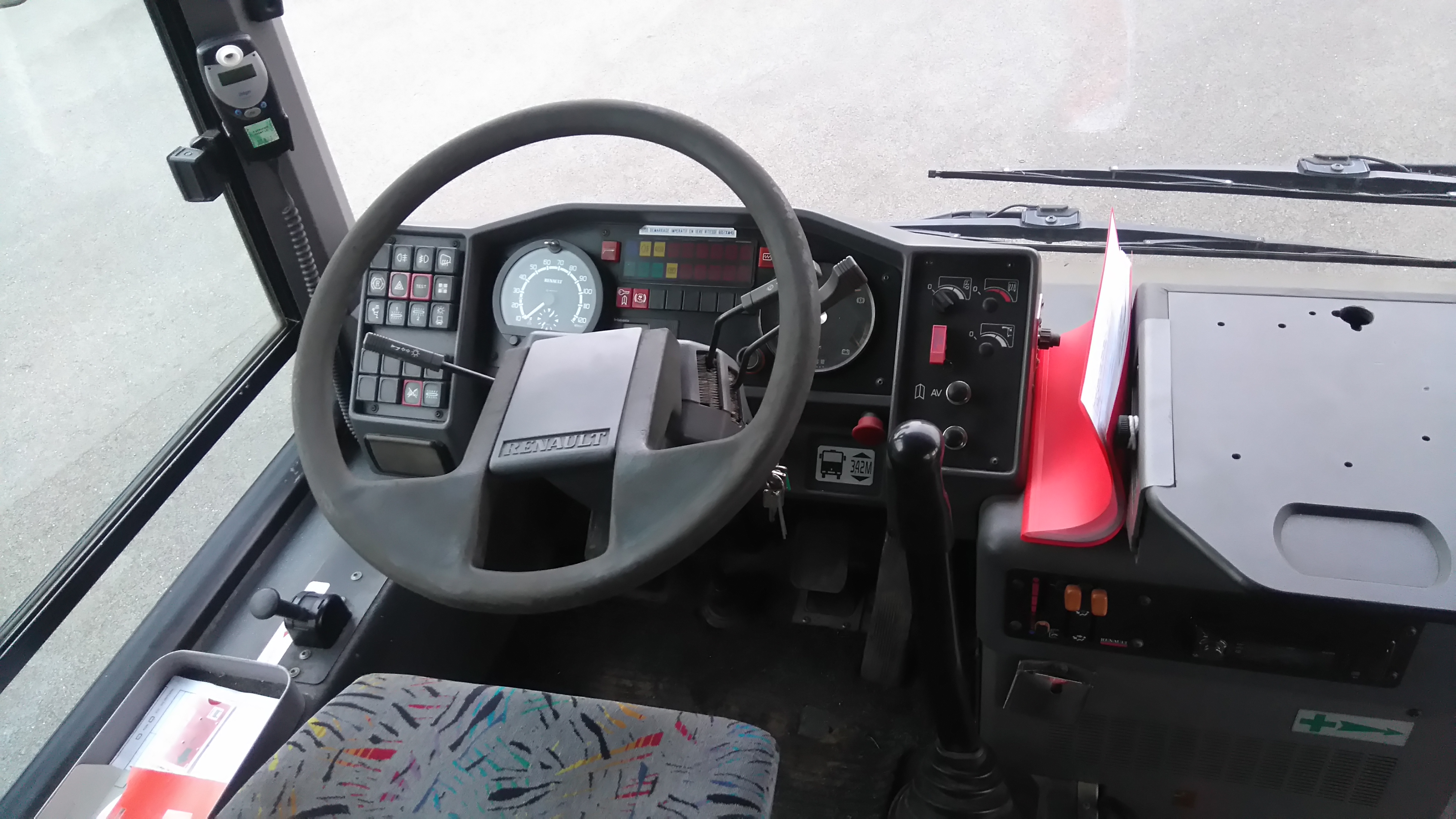
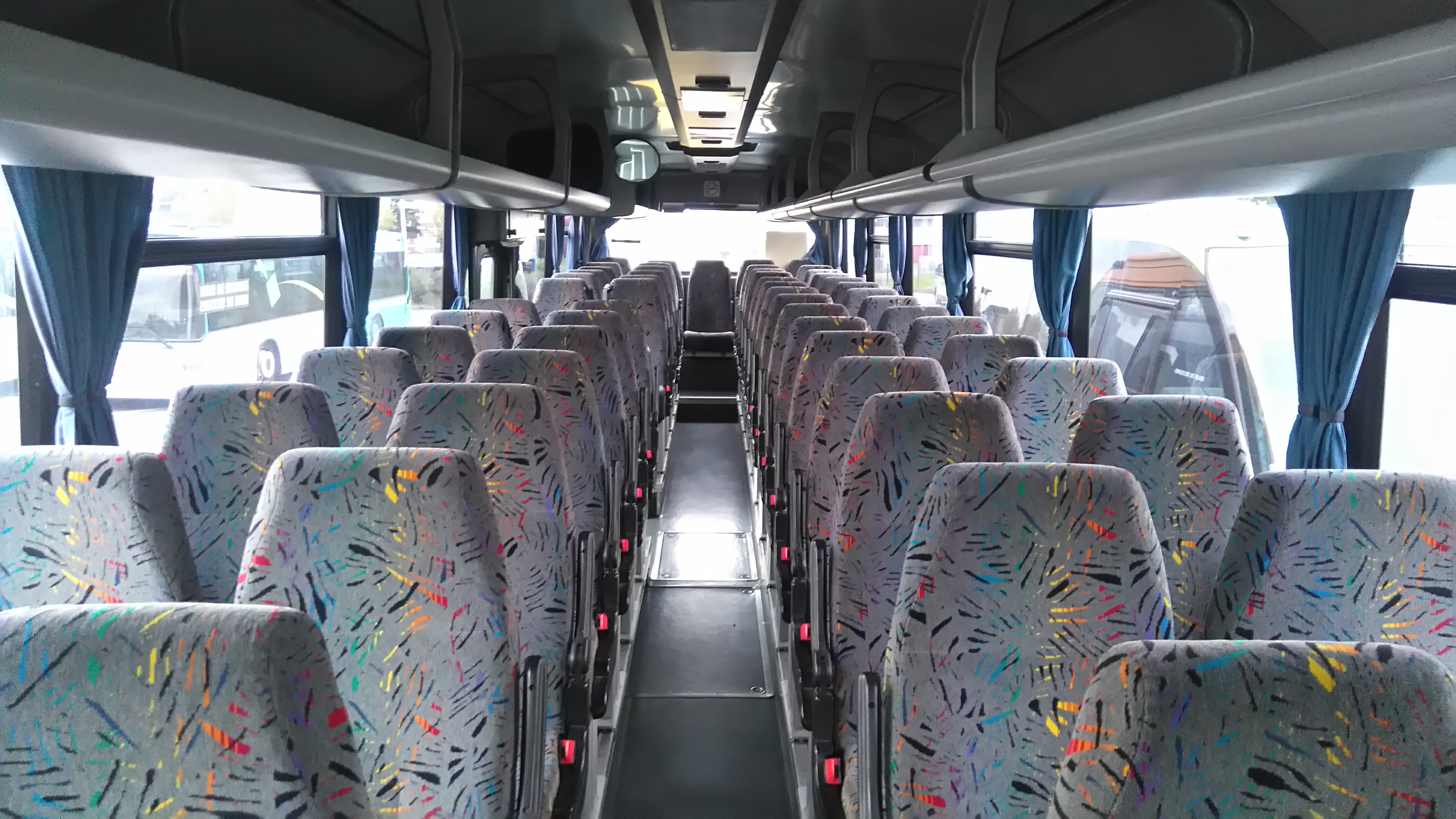

### Résumé du Tracer
- 1991 : lancement du Tracer.
- Avril 2002 : arrêt définitif du modèle.

| Générations                            | Production | Dérivés de chez Renault | Modèles similaires                                   |
| -------------------------------------- | ---------- | ----------------------- | ---------------------------------------------------- |
| Renault Tracer ligne (1991 - 2002)     |            | Aucun                   | Heuliez GX 57 ; Mercedes-Benz O 407 ; Setra S 315 UL |
| Renault Tracer excursion (1991 - 2002) |            | Renault FR1             | Mercedes-Benz O 408 ; Setra S 315 UL-GT              |
| Renault Tracer Liberto (1991 - 2002)   |            | Renault Récréo (C 935)  |                                                      |
| Renault Tracer ville (1991 - 2002)     |            | Renault R312            | Aucun                                                |

## Générations
Le Tracer a été produit avec 4 générations de moteurs Diesel : 
- Euro 0 : construit de 1991 à 1993.
- Euro 1 : construit de 1993 à 1996.
- Euro 2 : construit de 1996 à 2002.
- Euro 3 : construit en 2002.

## Les différentes versions

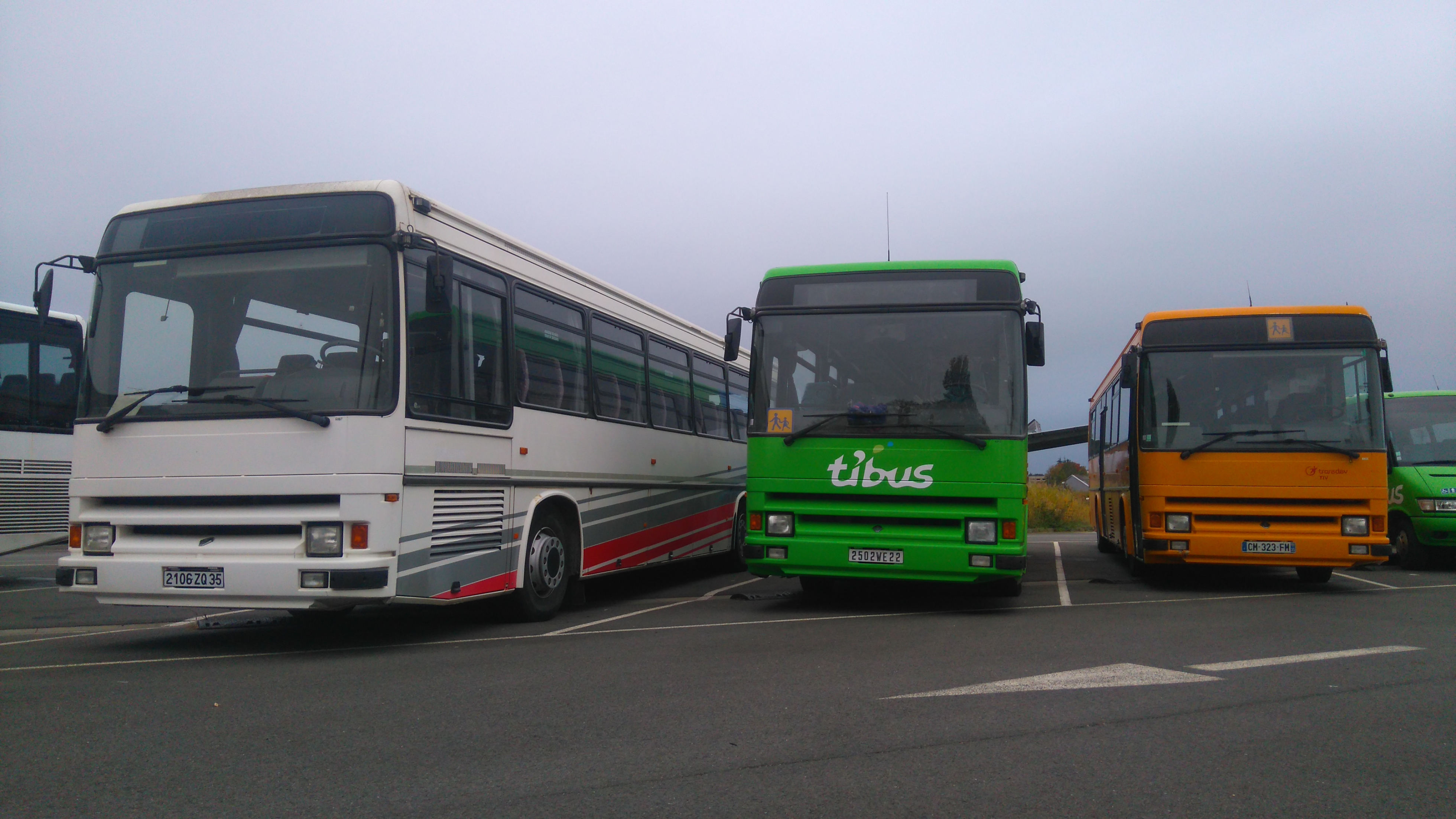
Plusieurs Tracer de ligne.

### Tracer de ligne
Version la plus courante, il est utilisé sur les lignes interurbaines reliant, par exemple, plusieurs villes du même département. Il a une capacité de 53 à 57 places assises plus une vingtaine debout si le véhicule reste dans une zone urbaine. Il peut être équipé en option de sièges inclinables, de rideaux, de la climatisation, ainsi que, au-dessous des racks de rangements, des bouches de ventilations et éclairages pour chaque passagers. Il est également munit de boutons Arrêt demandé, de composteurs pour la validation de tickets et de girouette à films ou pastilles pour afficher la destination. Il est le successeur du S 53 RX et sera remplacé par l'Ares de ligne et l'Axer.

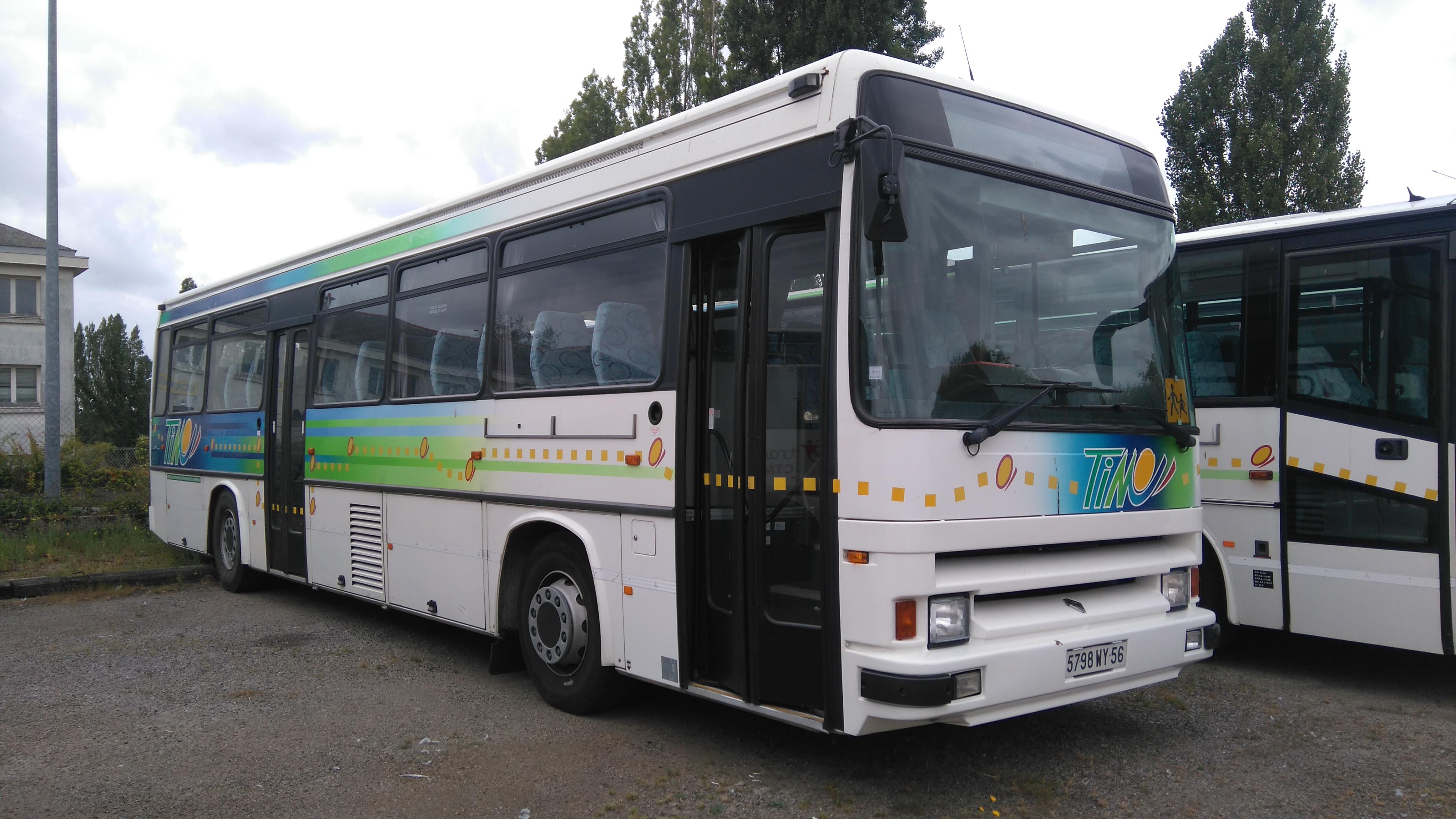
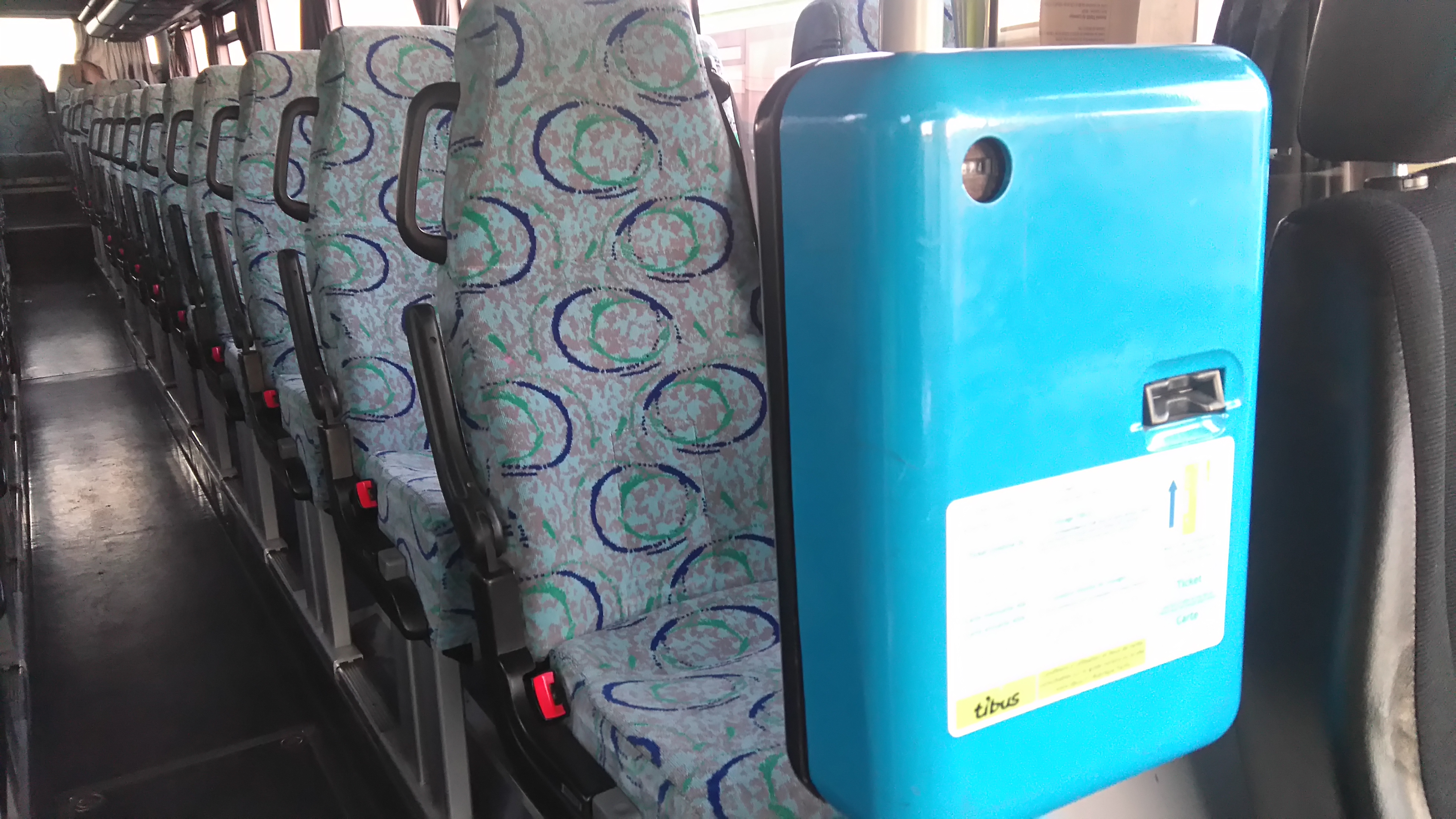

### Tracer d'excursion
Beaucoup moins courant que le modèle de lignes interurbaines, cette version est principalement utilisée pour des courtes excursions ou en renfort de lignes interurbaines. Il ne sera pas utilisé sur des lignes régionales ou pour du tourisme, car moins confortable qu'un Renault FR1 par exemple. Tout comme la version de ligne, il sera équipé de sièges inclinables, de rideaux, de bouches de ventilations et éclairages pour chaque passagers. Il est également équipé d'un siège accompagnateur, d'un micro, d'une télévisions et de la climatisation. Niveau carrosserie, il dispose de deux portes comme sur l'FR1, ce qui le change complètement du Tracer normal. Il est le successeur du PR 14 et sera remplacé par l'Ares d'excursion.

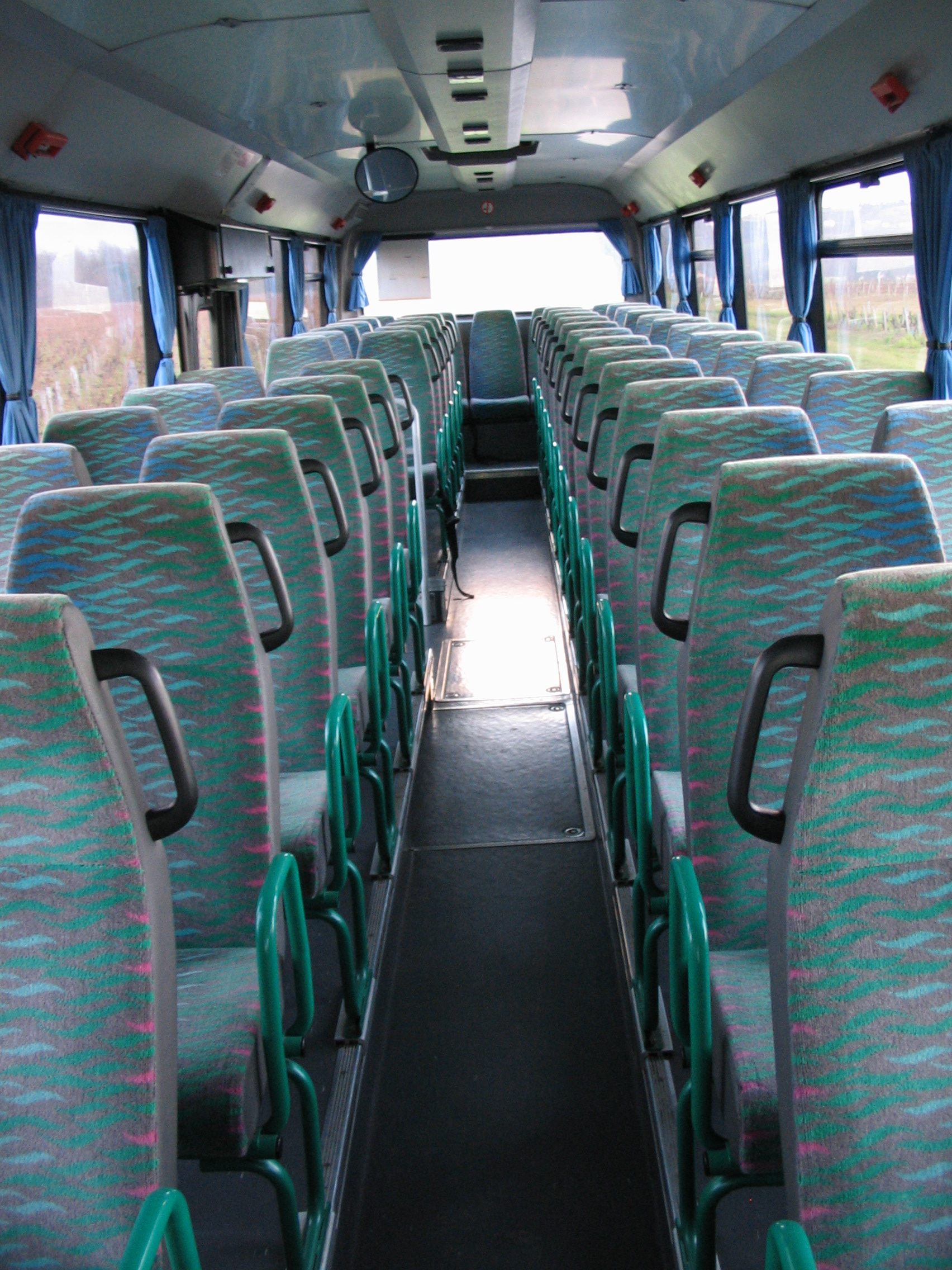
Intérieur du Tracer Liberto.

### Tracer de ville
Plus rare, cette version est utilisée pour du périurbain. Il ne sera pas utilisé pour de l'urbain car difficile d'accès pour les poussettes et PMR. Le Renault R312 sera plus apprécié pour ce type d'utilisation. Il peut disposer d'une petite plate-forme face à la large porte double louvoyante arrière permettant aux passagers de descendre plus rapidement. Il peut donc transporter des passagers debout. Sa capacité est de 49 à 53 places assises. Il est le successeur du S 105 RX et sera remplacé par l'Agora Moovy.

### Tracer scolaire
Dénommée Liberto, cette version simplifiée a été lancée pour le marché scolaire. Sur ce modèle-ci, les sièges ne sont pas inclinable, il n'y a pas de rideau ni de racks de rangements. Niveau carrosserie, certaines soute seront supprimés ainsi les coins de pare-chocs à l'avant. Les portes seront principalement des portes à double vantaux. À l'arrière, des rappels de clignotant sont ajoutés en partie haute. Des warnings de portes seront également ajouté (activation des feux de détresse lorsque les portes sont ouvertes) ainsi que des panneaux « transports d'enfants ». Il est le successeur du S 53 RX et sera remplacé par les  Récréo C 955 et l'Ares Liberto.

## Caractéristiques

### Dimensions

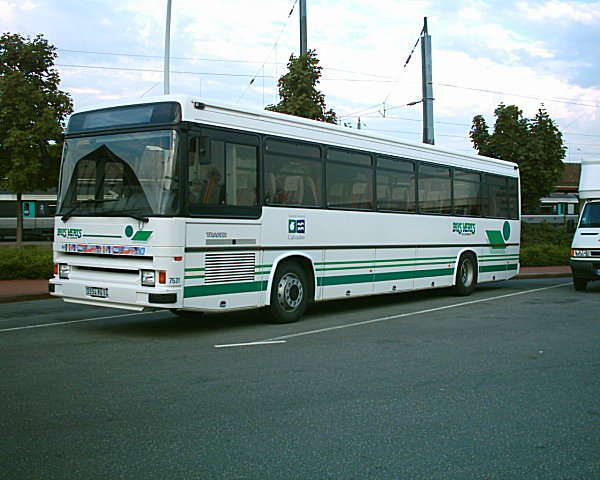
Tracer d'excursion.

|                                    | Renault Tracer Ligne         | Renault Tracer Excursion     | Renault Tracer Ville         | Renault Tracer Liberto Scolaire |
| ---------------------------------- | ---------------------------- | ---------------------------- | ---------------------------- | ------------------------------- |
| Longueur                           | 11 990 mm                    | 11 990 mm                    | 11 990 mm                    | 11 990 mm                       |
| Largeur (sans rétroviseurs)        | 2 500 mm                     | 2 500 mm                     | 2 500 mm                     | 2 500 mm                        |
| Hauteur (sans climatisation)*      | 3 320 mm                     | 3 320 mm                     | 3 320 mm                     | 3 320 mm                        |
| Empattement                        | 6 120 mm                     | 6 120 mm                     | 6 120 mm                     | 6 120 mm                        |
| Porte-à-faux                       |                              |                              |                              |                                 |
| Rayon de braquage                  | 9,43 m                       | 9,43 m                       | 9,43 m                       | 9,43 m                          |
| Angle d’attaque / Fuite            |                              |                              |                              |                                 |
| Masse à vide**                     | 10 305 kg                    |                              |                              |                                 |
| P.T.A.C.                           | 19 000 kg                    | 19 000 kg                    | 19 000 kg                    | 19 000 kg                       |
| Capacité : assis + debout = maxi** | 53 à 57 assis                |                              | 49 à 53 assis                | 55 à 57 assis                   |
| Rangement                          | Soutes : 6 m3 ; Racks : 4 m3 | Soutes : 6 m3 ; Racks : 4 m3 | Soutes : 6 m3 ; Racks : 4 m3 | Soutes : 6 m3                   |
| Portes                             | 2                            | 2                            | 2                            | 2                               |
| Hauteur du plancher                | 830 mm                       | 830 mm                       | 830 mm                       | 830 mm                          |
| Réservoir à combustible            | Diesel : 300 l               | Diesel : 300 l               | Diesel : 300 l               | Diesel : 300 l                  |

* = avec climatisation : 3 380 mm ; ** = variable selon l'aménagement intérieur.

### Chaîne cinématique

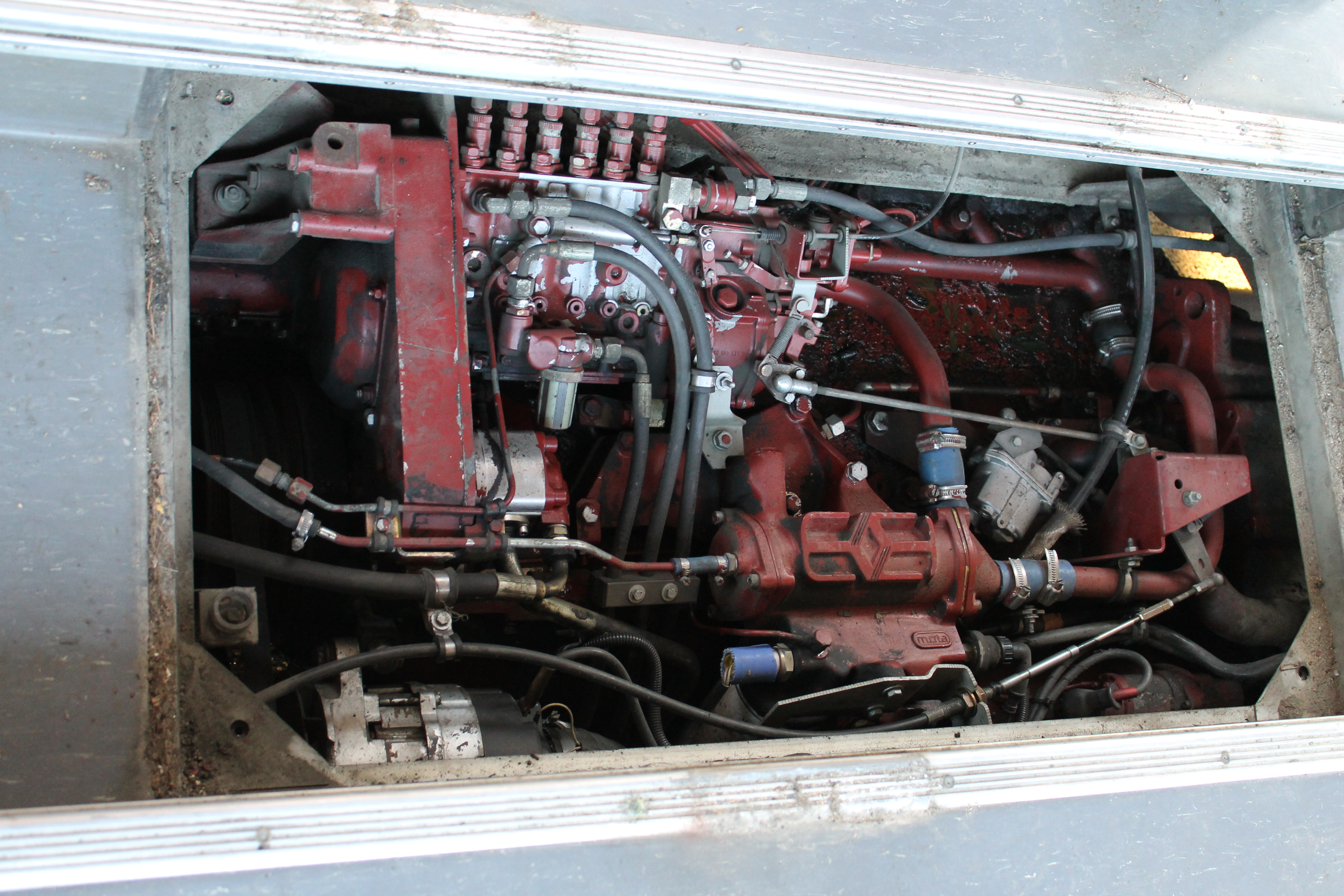
Moteur MIHR 06.20.45.

#### Moteur
Le Tracer a eu qu'une seule motorisation gazole modifiée au fil des années de sa production en fonction des différentes normes européennes de pollution. Il sera installé dans l'empattement, au centre du véhicule.
- le Renault MIHR 06.20.45 ACE A/3 (Euro 0 à Euro 3) six cylindres en ligne de 9,8 litres avec turbocompresseur faisant 185,96 kW (253 ch).

Il sera équipé d'une boite de vitesses manuelle ZF à 6 rapports ou automatique Voith à 4 rapports. Plus d'infos : voir Boite de vitesses.
| Modèle                                            | Construction      | Moteur + Nom                               | Norme Euro | Cylindrée         | Performance                      | Couple               | Vitesse maxi* | Consommation + CO2    |
| ------------------------------------------------- | ----------------- | ------------------------------------------ | ---------- | ----------------- | -------------------------------- | -------------------- | ------------- | --------------------- |
| Tracer ligne, excursion, scolaire (ZF manuelle 6) | 1991 - 10/1993    | 6 cylindres en ligne Renault MIHR 06.20.45 | Euro 0     | 9 834 cm3 (9,8 L) | 185,96 kW (253 ch) à 2100 tr/min | ... N m à ... tr/min | ... km/h      | ... l/100 km ... g/km |
| Tracer ville (Voith automatique 4)                | 1991 - 10/1993    | 6 cylindres en ligne Renault MIHR 06.20.45 | Euro 0     | 9 834 cm3 (9,8 L) | 185,96 kW (253 ch)               |                      |               |                       |
| Tracer ligne, excursion, scolaire (ZF manuelle 6) | 10/1993 - 10/1996 | 6 cylindres en ligne Renault MIHR 06.20.45 | Euro 1     | 9 834 cm3 (9,8 L) | 185,96 kW (253 ch) à 2100 tr/min |                      |               |                       |
| Tracer ville (Voith automatique 4)                | 10/1993 - 10/1996 | 6 cylindres en ligne Renault MIHR 06.20.45 | Euro 1     | 9 834 cm3 (9,8 L) | 185,96 kW (253 ch)               |                      |               |                       |
| Tracer ligne, excursion, scolaire (ZF manuelle 6) | 10/1996 - 2002    | 6 cylindres en ligne Renault MIHR 06.20.45 | Euro 2     | 9 834 cm3 (9,8 L) | 185,96 kW (253 ch) à 2100 tr/min |                      | 118,7 km/h    |                       |
| Tracer ville (Voith automatique 4)                | 10/1996 - 2002    | 6 cylindres en ligne Renault MIHR 06.20.45 | Euro 2     | 9 834 cm3 (9,8 L) | 185,96 kW (253 ch)               |                      |               |                       |
| Tracer ligne, excursion, scolaire (ZF manuelle 6) | 2002              | 6 cylindres en ligne Renault MIHR 06.20.45 | Euro 3     | 9 834 cm3 (9,8 L) | 185,96 kW (253 ch) à 2100 tr/min |                      |               |                       |
| Tracer ville (Voith automatique 4)                | 2002              | 6 cylindres en ligne Renault MIHR 06.20.45 | Euro 3     | 9 834 cm3 (9,8 L) | 185,96 kW (253 ch)               |                      |               |                       |

* Bridé électroniquement à 100 km/h.

#### Boite de vitesses
Les Tracer de ligne, excursion et scolaire seront équipés d'une boite de vitesses manuelle ZF à 6 rapports de type "dog-leg" : la 1re est en bas à gauche afin d'avoir la 2e et la 3e vitesse en vis-à-vis car la seconde vitesse est parfaite pour un démarrage normal ou en descente. Le Tracer de ville sera lui équipé d'une boite de vitesses automatique Voith à 4 rapports.
|        | Régime de ralenti | Vitesse de croisière | Vitesse maxi | Régime maxi  |
| ------ | ----------------- | -------------------- | ------------ | ------------ |
| Neutre | 500 tr/min        | -                    | -            |              |
| 1ère   | -                 | Au pas               | 21 km/h      | 2 700 tr/min |
| 2ème   | -                 | 15 km/h              | 37 km/h      | 2 700 tr/min |
| 3ème   | -                 | 35 km/h              | 51 km/h      | 2 700 tr/min |
| 4ème   | -                 | 40 km/h              | 79 km/h      | 2 700 tr/min |
| 5ème   | -                 | 60 km/h              | 98 km/h      | 2 700 tr/min |
| 6ème   | -                 | 90 km/h              |              | 2 700 tr/min |
| R      | -                 |                      |              |              |

|        | Régime de ralenti | Vitesse de croisière | Vitesse maxi | Régime maxi  |
| ------ | ----------------- | -------------------- | ------------ | ------------ |
| Neutre | 500 tr/min        | -                    | -            |              |
| 1ère   | -                 | -                    |              | 2 700 tr/min |
| 2ème   | -                 |                      |              | 2 700 tr/min |
| 3ème   | -                 |                      |              | 2 700 tr/min |
| 4ème   | -                 |                      |              | 2 700 tr/min |
| R      | -                 |                      |              |              |

### Mécanique
La suspension est pneumatique, le freinage à tambours aux deux essieux. Un ralentisseur sur échappement s'ajoute au dispositif électromagnétique. L'ABS est de série.

### Châssis et carrosserie

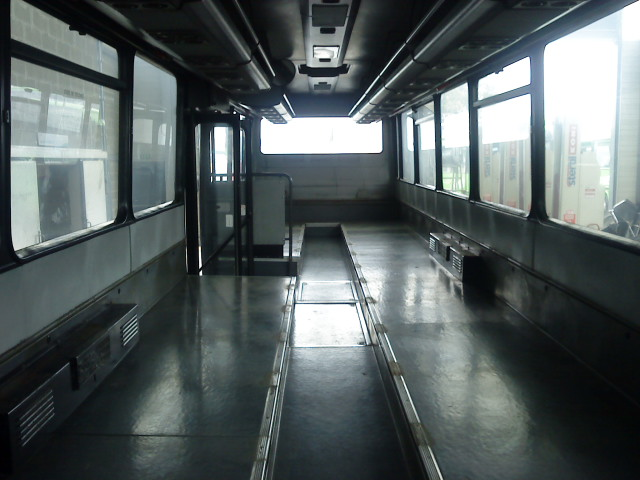
Tracer avec un intérieur vide.

Contrairement à son prédécesseur (S 53 RX), le Tracer est fabriqué sur un châssis poutre.
Plusieurs configurations de portes ont existé : à double vantaux (ouverture vers l'intérieur) et à simple vantail louvoyante (extérieur).

### Options et accessoires
Girouette à pastilles, rideaux de baies latérales et de lunette arrière, vitres teintées, double vitrage, télévisions et climatisation sont en option. Le chauffage additionnel est également en option avec un réservoir de 35 L de fioul, lui aussi en option. Il peut donc également fonctionner au gazole.

## Préservation

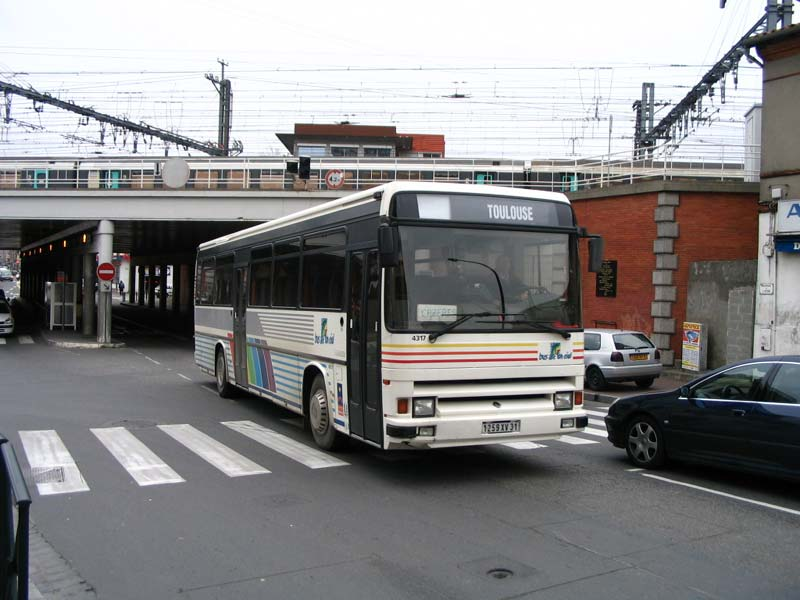
Un Tracer similaire à lASPTUIT.

- Renault Tracer ligne : ex-4803 du réseau Arc en Ciel de la Haute-Garonne ; préservé par l'association ASPTUIT (Association pour la Sauvegarde du Patrimoine des Transports Urbains & Interurbains Toulousains)[6].